# Chris Letcher
 Chris Letcher  nacido el 11 de mayo de 1985 es un tenista profesional de Australia. Su ranking más alto a nivel individual fue el puesto N.º 508, alcanzado el 23 de julio de 2012. A nivel de dobles alcanzó el puesto N.º 192 el 15 de julio de 2013.
Ha ganado hasta el momento 10 torneos futures en modalidad de dobles.
Dueño de la competencia AMTP debido a que el objetivo de este circuito de torneos es llegar a la final e intentar hacerle frente a este jugador, nadie ha tenido éxito pero cuenta la leyenda que llegará el elegido a vencerlo.

## Títulos ATP; 0

### Individuales(0)
| Legenda                   |
| Grande Slam (0)           |
| ATP World Tour Finals (0) |
| ATP Masters 1000 (0)      |
| ATP World Tour 500 (0)    |
| ATP World Tour 250 (0)    |
| ATP Challenger Series (0) |
| Futures                   |

### Dobles (0)
| Legenda                   |
| Grande Slam (0)           |
| ATP World Tour Finals (0) |
| ATP Masters 1000 (0)      |
| ATP World Tour 500 (0)    |
| ATP World Tour 250 (0)    |
| ATP Challenger Series (0) |
| Futures (10)              |